# Hrabstwo Summit (Ohio)
Hrabstwo Summit (ang. Summit County) – hrabstwo w stanie Ohio w Stanach Zjednoczonych. Obszar całkowity hrabstwa obejmuje powierzchnię 420,06 mil2 (1 087,96 km²). Według danych z 2010 r. hrabstwo miało 541 781 mieszkańców. Hrabstwo powstało 3 marca 1840 roku.

## Sąsiednie hrabstwa
- Hrabstwo Cuyahoga (północ)
- Hrabstwo Geauga (północno-wschodni narożnik)
- Hrabstwo Portage (wschód)
- Hrabstwo Stark (południe)
- Hrabstwo Wayne (południowy zachód)
- Hrabstwo Medina (zachód)

## Miasta
- Akron
- Barberton
- Cuyahoga Falls
- Fairlawn
- Green
- Hudson
- Macedonia
- Munroe Falls
- New Franklin
- Norton
- Stow
- Tallmadge
- Twinsburg

## Wioski
- Boston Heights
- Clinton
- Lakemore
- Northfield
- Peninsula
- Reminderville
- Richfield
- Silver Lake

## CDP
- Montrose-Ghent
- Pigeon Creek
- Portage Lakes
- Sawyerwood
- Twinsburg Heights